# Лютолд фон Грисенберг
Лютолд фон Грисенберг (на немски: Lütold von Griessenberg; † между март 1322 и декември 1324) от линията Грисенберг на род „Буснанг“, е рицар, господар на замък Бург Грисенберг в Тургау от Източна Швейцария.

## Произход и наследство
Той е син на рицар Албрехт фон Грисенберг († 14 юни 1278) и съпругата му Гертруд фон Регенсберг в кантон Цюрих († сл. 1264/1269), вдовица на граф Рудолф III фон Хабсбург-Лауфенбург († 1249), внучка или дъщеря на Луитолд V фон Регенсберг († 1250), или дъщеря на фрайхер Лютолд VI фон Регенсберг († 1284/1286) и Аделбургис фон Кайзерщул († 1282). Внук е на рицар Хайнрих II фон Грисенберг († 1265) и Маргерита фон Ешенбах († сл. 1258). Правнук е на Хайнрих I фон Грисенберг, господар на Буснанг († сл. 1260). Полубрат е на Рудолф II фон Хабсбург († 1293), епископ на Констанц (1274 – 1293).
Лютолд фон Грисенберг е последният от рода. Наследен е през 1324 г. от дъщеря му Аделхайд и през 1371 г. от внучката му Клемента фон Тогенбург († 1405), омъжена II. пр. 15 ноември 1367 г. за Хайнрих I фон Хевен, господар на Грисенберг († 1388/1389).

## Фамилия
Лютолд фон Грисенберг се жени за Агнес († 4 октомври 1333). Те имат две деца:
- Аделхайд фон Грисенберг († между 30 декември 1371 и 8 юни 1372), омъжена I. ок. 1324 г. за граф Дитхелм V фон Тогенбург († 21 септември 1337 при Гринау), II. пр. 1341 г. за граф Конрад III фон Фюрстенберг-Вартенберг, ландграф в Баар († 1370)
- Албрехт фон Буснанг († сл. 1326)